# 岡本啓毅
岡本 啓毅（おかもと ひろき、1986年 - ）は、日本の実業家。株式会社UZUZ代表取締役社長。情報経営イノベーション専門職大学客員教授。

## 概要
北海道旭川市出身。北海道立旭川北高等学校卒業後、米国へ渡米しアラバマ州立大学ハンツビル校にて宇宙物理学を専攻したのち、ベインキャリージャパン（現ギークス株式会社）へと入社。IT業界の営業として1年勤務した後、起業のため退職。2012年に既卒や第二新卒といった20代若手の就業支援のための株式会社UZUZを設立する。その後、YouTubeチャンネル「ひろさんチャンネル」を立ち上げ、2020年には、採用マーケティングの課題解決を目指すための株式会社WWW（ワロタ）を設立。翌年の2021年には株式会社ESES（イーエス）を設立し、取締役に就任。2023年に、情報経営イノベーション専門職大学の客員教授に就任する。

## 著書
- 既卒、フリーター、第二新卒の　就活はじめの一歩　クロスメディア・パブリッシング、2015年6月2日　ISBN 9784844374114